# Мамедов, Рауф Фируддин оглы
Рау́ф Фирудди́н оглы Маме́дов (азерб. Rauf Firuddin oğlu Məmmədov; род. 26 января 1956, Кировабад), в художественном сообществе более известный как Рауф Мамедов — современный российский художник и кинорежиссёр.

## Биография
Родился в 1956 году в городе Кировабад. В 1973 году поступил в Азербайджанский государственный сельскохозяйственный институт, но на втором курсе оставил учёбу в институте и ушёл в армию. После службы работал слесарем, шофёром, а позже санитаром в психиатрической больнице. Опыт работы в больнице повлиял на последующую художественную деятельность: начиная со второй половины 1990-х художник работает с актёрами (или натурщиками) — людьми с синдромом Дауна.
В 1980—1985 годах учился и закончил режиссёрское отделение ВГИКа, после окончания работает кинорежиссёром, вместе с Евгением Гинзбургом снимает телефильмы «Остров погибших кораблей» и «Руанская дева по прозвищу Пышка».
С 1996 года сотрудничает с Айдан галереей, где показывает свои постмодернистские фотосерии и полиптихи на библейские сюжеты. Параллельно снимает документальные фильмы для телевидения, как правило для «Первого канала».
В феврале-марте 2011 года в Московском музее современного искусства прошла первая ретроспектива художника.

## Работы находятся в собраниях
- Фонд культуры «Екатерина», Москва.
- Айдан галерея, Москва.
- Новый музей, Санкт-Петербург.
- Музей современного искусства, Тель-Авив, Израиль.

## Персональные выставки
- 2013 — «Прерванный ужин». Frolov Gallery, Москва.
- 2011 — «Silentium». Новый музей, С.-Петербург.
- 2011 — «Silentium». Московский музей современного искусства, Москва.[2]
- 2008 — Московский Международный салон изящных искусств. ЦВЗ Манеж, Москва.
- 2007 — «Ужин в Эммаусе». Айдан галерея, Москва.
- 2006 — «Исход № 1. ШизоАдам, Игры на подоконниках, Тайная Вечеря. Семь библейских сцен в двенадцати картинах». Галерея Брюса Зильберштейна, Нью-Йорк.
- 2005 — «Пьета». Айдан галерея, Москва.[1][3]
- 2004 — «Игры на подоконниках». Галерея Лилии Закировой, Realisme 05, Амстердам.
- 2003 — «Игры на подоконниках». Айдан галерея, Москва.
- 2003 — Выставка в Музее Израиля, Иерусалим.
- 2001 — «Между землей и небесами». Музей современного искусства, Бельгия.
- 2000 — Выставка в Церкви H. Lambertus. Линден.
- 2000 — «Исход № 1. ШизоАдам». Айдан галерея, Москва.
- 2000 — «Адам и Ева, История Человечества». Галерея Лилии Закировой, Голландия.
- 1999 — Выставка в Музее Библии, Амстердам.
- 1999 — «Тайная вечеря». Айдан галерея, Москва.
- 1998 — «Тайная вечеря». Малый Манеж, Москва.
- 1998 — «Тайная вечеря. Семь библейских сцен в двенадцати картинах». Галерея Лилии Закировой, Голландия.

## Фильмография

### Режиссёр
- 1987 — Остров погибших кораблей
- 1989 — Руанская дева по прозвищу Пышка
- 2001 — Союз бывших
- 2019 — Невесомость

### Сценарист
- 1987 — Остров погибших кораблей
- 2019 — Невесомость

## Награды, достижения
- Номинация на премию Кандинского-2007.
- Номинация на премию Кандинского-2010[4][5].